# 吉高干拓
吉高干拓（よしたかかんたく）は、千葉県印西市の大字。2017年9月30日現在の人口は0人。郵便番号270-1600。

## 地理
北は下井、北東は栄町酒直、東は成田市北須賀、南東は山田干拓二区、南は吉高、西は萩原干拓、北西は長門屋に隣接している。

## 施設
- 吉高干拓用水機場

## 交通

### 道路
- 国道
  - 国道464号
    - 甚兵衛大橋